# Episodi di Dinosapien
La prima ed unica stagione della serie televisiva Dinosapien è stata trasmessa dal 24 marzo al 30 giugno 2007.
In Italia la serie è stata trasmessa dal 25 maggio 2008 su Rai Gulp.
| Nº | Titolo originale     | Titolo italiano | Prima TV originale | Prima TV Italia |
| -- | -------------------- | --------------- | ------------------ | --------------- |
| 1  | Dawn of the Dinosaur |                 | 24 marzo 2007      | 25 maggio 2008  |
| 2  | Without a Paddle     |                 | 31 marzo 2007      |                 |
| 3  | Monster in the Woods |                 | 7 aprile 2007      |                 |
| 4  | Critters             |                 | 14 aprile 2007     |                 |
| 5  | Trapped              |                 | 21 aprile 2007     |                 |
| 6  | Camp Visitors        |                 | 28 aprile 2007     |                 |
| 7  | No Place Like Home   |                 | 5 maggio 2007      |                 |
| 8  | Electricity          |                 | 12 maggio 2007     |                 |
| 9  | Dinohunt             |                 | 19 maggio 2007     |                 |
| 10 | The Underworld       |                 | 26 maggio 2007     |                 |
| 11 | Rescue               |                 | 2 giugno 2007      |                 |
| 12 | The Masquerade       |                 | 9 giugno 2007      |                 |
| 13 | The Gate Keeper      |                 | 16 giugno 2007     |                 |
| 14 | Saving Eno           |                 | 23 giugno 2007     |                 |
| 15 | The Thunderbird      |                 | 30 giugno 2007     |                 |